# Комар, Полина Дмитриевна
Поли́на Дми́триевна Ко́мар (род. 4 ноября 1999, Москва) — российская синхронистка, трёхкратная чемпионка Европы, пятикратная чемпионка мира, чемпионка Олимпийских игр (Токио-2020). Заслуженный мастер спорта России (2017).

## Биография
Родилась 4 ноября 1999 года в Москве. Начала заниматься синхронным плаванием в возрасте 4 лет под руководством Татьяны Апанасенко. В 2014—2016 годах тренировалась у Ольги Васильченко, с 2016 года с ней работает Татьяна Покровская. 
Выступает за Московское городское физкультурное объединение Москомспорта («МГФСО»)
Победительница чемпионата мира среди юниоров (комбинированная программа, 2016).
Чемпионка Европы среди юниоров (комбинированная программа, 2016). 
Чемпионка России (2017). С 2017 года входит в состав национальной команды РФ по синхронному плаванию. Чемпионка Европы (2018, 2021), чемпионка мира (2017, 2019) и чемпионка Олимпийских игр (2020) в групповых упражнениях. 

## Образование
В 2017 году окончила школу № 1415 «Останкино» и поступила в Российский государственный университет физической культуры, спорта, молодёжи и туризма.

## Награды
- Орден Дружбы (11 августа 2021 года) — за большой вклад в развитие отечественного спорта, высокие спортивные достижения, волю к победе, стойкость и целеустремленность, проявленные на Играх XXXII Олимпиады 2020 года в городе Токио (Япония)[6].